# 金斯林教堂
金斯林教堂（King's Lynn Minster）是位於金斯林的一座英國聖公會的教區教堂，也是一座一級登錄建築。金斯林教堂創建於1095年，教堂內的管風琴則是設置於1754年。